# Métro express de Maurice
 (Septembre 2019).
Le Métro express de Maurice, aussi connu sous le nom « Metro Express » en anglais, est un système de transport en commun de type SLR à l'Île Maurice inauguré en octobre 2019. Il relie les stations Port Louis Victoria à Curepipe depuis octobre 2022,,.
Le projet est dirigé par la société indienne Larsen & Toubro Ltd sur un appel d'offres du gouvernement mauricien pour un montant de 18,8 milliards de roupies mauriciennes, dont 9,9 milliards Rs. provenant du gouvernement Indien.
Le projet controversé provoque une opposition fortement médiatisée. Le tracé de la ligne impliquant parfois la destruction de biens immobiliers, le traitement des propriétaires, notamment les expulsions de force et les dédommagements, suscite la polémique dans le pays, ce à quoi le gouvernement répond qu'il a toujours agi dans la légalité sur ce dossier. Le lobby des propriétaires de bus est aussi opposé à ce projet qui ferait perdre des postes de travail selon eux.

## Histoire

### Signatures des contrats
Le chantier est alloué à l'entreprise indienne Larsen & Toubro Ltd le 31 juillet 2017 à Ebène à la suite de la signature d'un contrat portant sur la création d'un système SLR complet pour un montant de Rs.18.8 milliards. Les contractants sont le premier ministre de l'Île Maurice Pravind Jugnauth, au nom de la république de l'Île Maurice et Larsen & Toubro Ltd. Le financement provient pour une part d'un prêt de Rs.9.9 milliards du gouvernement indien, pays dans lequel L&T a son siège social. Le Métro express sera exploité par une entreprise créée spécialement pour cela, la Metro Express Ltd.
Le choix des véhicules s'est lui porté sur l'Urbos 100-3 de Construcciónes y Auxiliar de Ferrocarriles (CAF), une entreprise espagnole spécialisée dans le matériel roulant ferroviaire, allant du tram au train à grande vitesse. Le système de signalisation sera quant à lui fourni par Systra SA, une entreprise française spécialisée dans l’ingénierie ferroviaire dont le domaine d'activité va du transport urbain au TGV français.

### Controverses

#### Avant la construction
Le métro express s'oppose à plusieurs intérêts privés. En premier lieu, certaines personnes ont dû être expropriées car leur terrain se trouvait sur le tracé de la future ligne. Des habitations ont notamment dû être détruites. Le délai d'évacuation de celles-ci courait jusqu'au 26 août 2017.
Le lobby des transporteurs routiers de voyageur a aussi fait connaître sa crainte d'une atteinte à la rentabilité de leur activité. Les syndicats de conducteurs ont aussi exprimé leur crainte quant au risque de perte d'emplois dans le domaine du transport que représente la mise en place d'un système de LRT sur l'un des axes les plus fréquentés de l'île.
Les défenseurs du patrimoine historique ont aussi fait savoir leurs inquiétudes quant à la proximité de la station de Immigration avec l'Aapravasi Ghat qui est classé au patrimoine mondial de l'humanité par l'UNESCO. Le gouvernement mauricien a demandé l'envoi d'un expert de l'agence onusienne afin de minimiser l'impact de la station sur ce lieu d'histoire.

#### La promenade Roland Armand
La destruction de la promenade Roland Armand dans la municipalité de Beau-Bassin/Rose-Hill provoqua aussi une forte opposition, portée principalement par la plateforme 270 Lavwa (Les 270 voix). De nombreux habitants se sont dits outrés que l'on puisse sacrifier 134 arbres centenaires pour ce projet. L’abattage a dû être effectué par les forces spéciales de la police mauricienne. Il était encore possible de lire « Mo ti to lombraz zour soley » (J'étais ton ombrage les jours de soleil) gravé sur les troncs jusqu'à l’abattage des arbres. La ministre des collectivités locales a répondu qu'un tel sacrifice était nécessaire pour le développement de l'île. Un parc reprenant le nom de la rue sera créé pour un coût de Rs. 100 millions et sera composé de 2000 arbres ainsi que 100 000 plantes vivaces et arbustes endémique de l'île.

#### Rupture d'un tuyau en amiante à Rose-Hill
Rose-Hill a été l'une des premières villes de l'île Maurice à avoir été équipée de l'eau potable et des égouts, ceux-ci datant de l'époque coloniale. Lors de l'indépendance de la république de Maurice, les plans n'ont pas été transmis par les autorités coloniales. De ce fait, il est impossible de savoir où se trouvent les conduites, raison pour laquelle celles-ci ont plusieurs fois été endommagées durant les travaux. Le 10 août 2018, un tuyau en amiante fut endommagé lors des travaux menés par L&T. Au vu du danger que représente cette matière pour la santé humaine, l'approvisionnement en eau a été coupé dans la ville de Rose-Hill durant deux jours

#### Rupture d'un égout à Rose-Hill
Le déversement d'un égout situé rue Sir Virgil Naz le 29 octobre 2018 laisse craindre une pollution du réseau d'eau potable par des eaux usées et a engendré des désagréments pour les riverains du fait des odeurs dégagées. La lenteur des autorités à trouver une solution aux désagréments causés par cet incident est mise en cause par les habitants. En effet, plusieurs jours après l'incident, la rue et la rivière concomitante n'ont toujours pas été nettoyées et l'égout n'a pas été réparé. Le premier ministre déclarera devant le parlement (Enn tiyo kasé li arivé. [...] pa kapav éna devlopman san éna okenn inkonvénian.) "Un tuyau qui casse ça arrive. [...] Il ne peut pas y avoir de développement sans aucun inconvénient."

## Réseau
Le Métro Express ne comptera qu'une ligne de 26 km disposant de 19 stations, allant de la gare routière Immigration Square Interchange Station de Port-Louis, communément appelée « gare du nord » par la population, à la gare routière Jan Palach Sud de Curepipe. Il est prévu que le métro soit complémentaire des lignes de bus existantes.
Le Métro Express sera en service de 5 h à 22 h à une cadence d'une rame chaque 5–6 minutes. Le temps de parcours prévu est de 41 minutes pour les rames s’arrêtant à tous les arrêts et de 33 minutes pour les rames expresses. Lors de l'étude de projet, une fréquentation de 54 000 passagers par jour a été estimée.

### Liste des stations[19]
Les temps de passage sont susceptibles de changer d'ici la fin du projet, tout comme les noms définitifs des stations. Leur nombre et leur emplacement sont par contre définitifs.
| Ordre | Nom                    | Temps de passage | Ville                 | Rue                     | Lieu remarquable                                          |
| ----- | ---------------------- | ---------------- | --------------------- | ----------------------- | --------------------------------------------------------- |
| 1     | Immigration            | Départ           | Port-Louis            | Place de l'Immigration  | Gare du nord, Aapravasi Ghat                              |
| 2     | Victoria               | +2 min           | Port-Louis            | Place Victoria          | Gare du sud, Waterfront                                   |
| 3     | St. Louis              | +4 min           | Port-Louis            | Pailles jonction road   | Ancien pont ferroviaire                                   |
| 4     | Route de Rivière-Noire | +1 min           | Port-Louis            | Black River Road        | Tour Koenig                                               |
|       | Dépôt Richelieu        |                  |                       |                         |                                                           |
| 5     | Nelson-Mandela         | + 5 min          | Beau Bassin-Rose Hill | Rue Nelson-Mandela      |                                                           |
| 6     | Beau Bassin            | + 2 min          | Beau Bassin-Rose Hill |                         |                                                           |
| 7     | Révérend Lebrun        | + 2 min          | Beau Bassin-Rose Hill | Route A11               |                                                           |
| 8     | Gare de Rose Hill      | + 2 min          | Beau Bassin-Rose Hill | Place Jean Cardinal     | Gare routière de Rose Hill                                |
| 9     | Avenue Victoria        | + 2 min          | Quatre Bornes         | Promenade Roland Armand |                                                           |
| 10    | Gare de Quatre Bornes  | + 3 min          | Quatre Bornes         | Route St. Jean          | Gare routière de Quatre Bornes                            |
| 11    | St. Jean               | + 1 min          | Quatre Bornes         | Route A8                | Centre-ville de Quatre Bornes                             |
| 12    | Trianon                | + 3 min          | Quatre Bornes         | Route M2                | Centre commercial Trianon                                 |
| 13    | Phoenix                | + 2 min          | Vacoas-Phœnix         | Route Nalletamby        |                                                           |
| 14    | Palmerstone Road       | + 2 min          | Vacoas-Phœnix         | Avenue Swami Sivananda  | Gare routière de Phoenix, centre Indira Gandhi            |
| 15    | Gare de Vacoas         | + 2 min          | Vacoas-Phœnix         | Avenue Swami Sivananda  | Gare routière de Vacoas, Service Météorologique Mauricien |
| 16    | Sadally                | + 2 min          | Vacoas-Phœnix         | Avenue Swami Sivananda  |                                                           |
| 17    | Floreal                | + 2 min          | Vacoas-Phœnix         | Avenue Swami Sivananda  |                                                           |
| 18    | Curepipe Nord          | + 3 min          | Curepipe              | Avenue Swami Sivananda  | Gare routière Jan Palach nord                             |
| 19    | Gare de Curepipe       | + 1 min          | Curepipe              | Place Jan Palach        | Gare routière Jan Palach sud                              |

Les temps de passage indiqué sont ceux des trams s'arrêtant à toutes les stations, les temps de parcours pour les expresses seront donc plus court.
Les deux terminus, à savoir "Gare du Nord" et "Gare de Curepipe" seront des stations surélevées de dernière génération,.

### Intermodalité
De nombreuses stations sont situées à proximité, voir à l’intérieur même de gares routières d'importance nationale, ce qui permettra une complémentarité entre les bus et le métro express.

### Accessibilité
Le choix de l'Urbos 100-3 de CAF semble indiquer une volonté des autorités de rendre le métro express accessible aux personnes à mobilité réduite telles que les personnes âgées, les personnes en chaise roulante ou encore les voyageurs avec poussette. En effet, les rames sélectionnées ont la particularité de posséder un plancher surbaissé sur toute la longueur du véhicule. Pour autant que les quais soient à une hauteur de 35 cm, la ligne devrait être entièrement accessible aux voyageurs à mobilité réduite.

## Aspects écologiques

### Courant de traction
Bien que présenté comme un projet écologique, cet aspect du métro express est à modérer. En effet, celui-ci étant un mode de transport à traction électrique, plus la production de courant est d'origine fossile, plus les bénéfices en matière d'émissions de CO2 et autres gaz polluants sont faibles. Le mix électrique Mauricien étant de 22% électricité d'origine renouvelable et de 78% d’électricité d'origine fossile, les bénéfices seront moindres. Le frein régénératif permet aussi d'injecter du courant dans le réseau lorsqu'un véhicule freine, ce qui permet de se servir de l’énergie cinétique dispersée par un véhicule pour en faire rouler un autre.
À relever tout de même que plus le mix électrique deviendra écologique, plus les déplacements en métro seront écologiques. Le gouvernement mauricien ayant pris l'engagement lors de la COP21 de passer à 35% d’énergies renouvelable d'ici 2025, les performances écologiques du métro express devraient s’améliorer.

### Véhicules
Les Urbos sont des véhicules conçus pour avoir un impact environnemental moindre. En effet, ces rames utilisent des matériaux légers et respectueux de l'environnement pouvant être recyclés une fois les véhicules mis hors service.
L'Urbos 100-3, soit le modèle choisi pour le Métro express mauricien, est le premier tram au monde à avoir reçu une certification EPD vérifiée.

## Véhicule
Le véhicule retenu pour ce projet est l'Urbos 100 troisième génération à 7 modules d'une longueur totale de 45 mètres. La composition de celles-ci est Mc-S-M-S-R-S-Mc, à savoir "Salon voyageur et poste de conduite" (Mc),  "Salon voyageur" (S), "module bogie-moteur" (R), "module bogie" (M). Les modules S ne touchent pas le sol afin de permettre de prendre des courbes plus serrées et sont suspendus entre les modules Mc et R/M. 18 rames ainsi qu'un simulateur de conduite ont été commandés. Les rames devraient être livrées à Maurice en juin 2019.

### Caractéristiques techniques[25]
- Alimentation: caténaire à 750 V
- Conduite bidirectionnelle
- Système de localisation automatique du véhicule (AVLS)
- Système de signalisation de priorité pour le transport en commun (TSPS)
- Système anti-incendie
- Radio sol-train
- Hauteur de plancher (rail-plancher): 350 mm
- Longueur : 45'411 millimètres
- Vitesse maximale : 80 km/h

### Caractéristique du salon voyageur[26]
- Plancher surbaissé sur toute la longueur du véhicule
- Intérieur anti-vandalisme
  - y compris vidéosurveillance
- Système d'info voyageur dans chaque module
- 7 modules
- Climatisation et chauffage
- Wi-Fi
- Capacité d'environ 350 passagers
  - 78 places assises
  - 229 à 344 places debout ; il faut noter que le nombre de places debout est une estimations car cela varie en fonction de la place occupée par chaque personne[27].

### Galerie

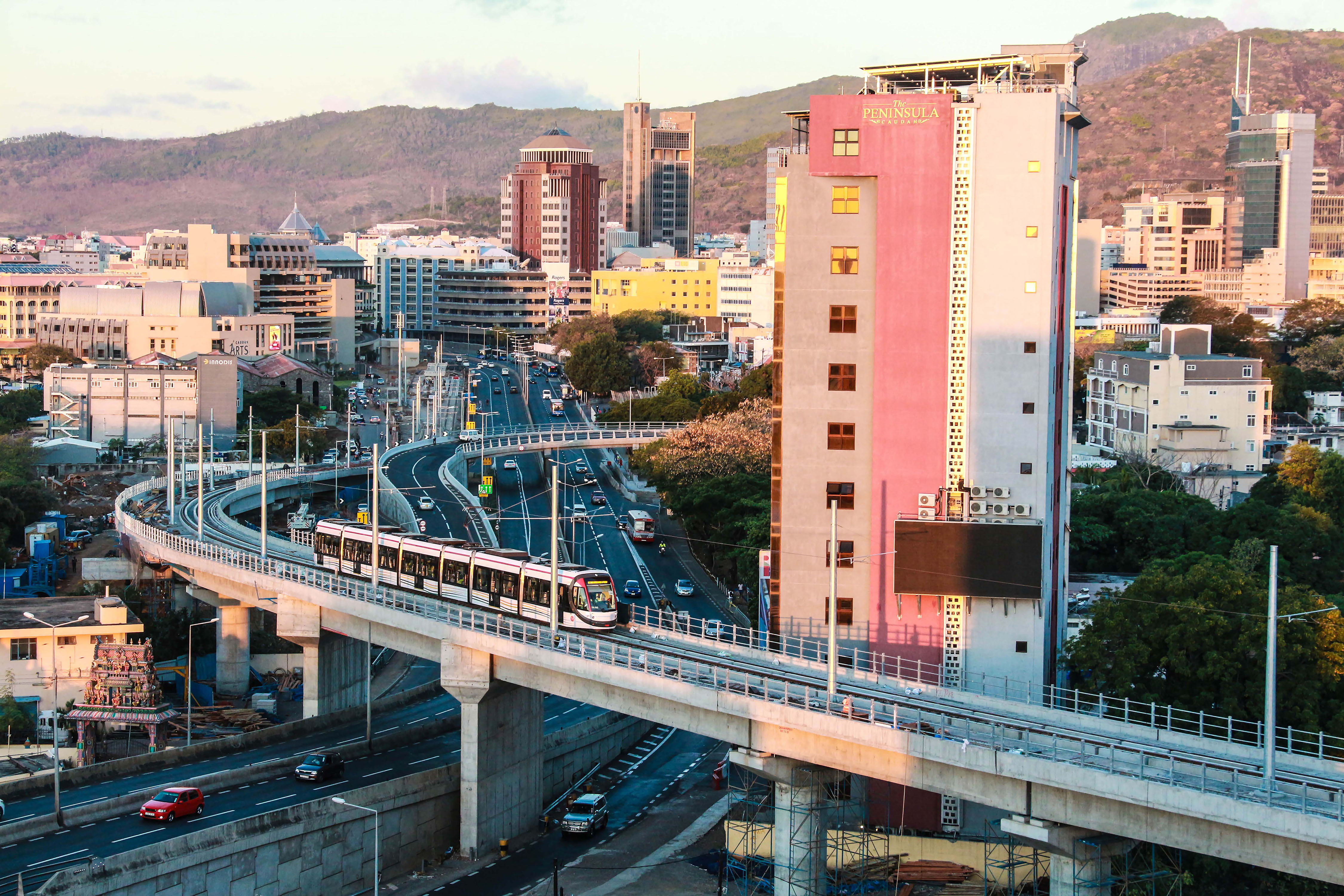
Métro Express de Maurice à Port-Louis
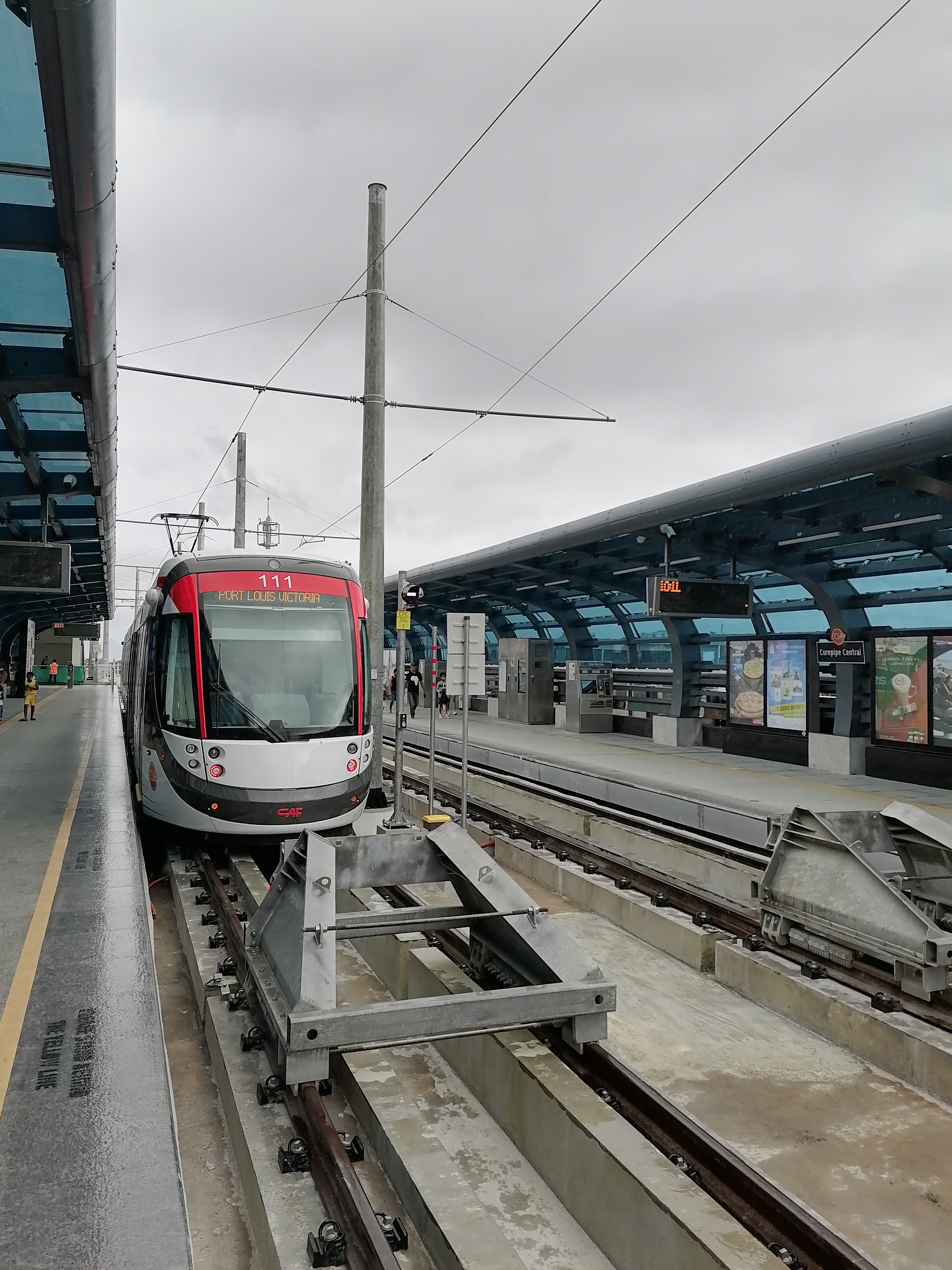
Métro express de Maurice à la gare de Curepipe
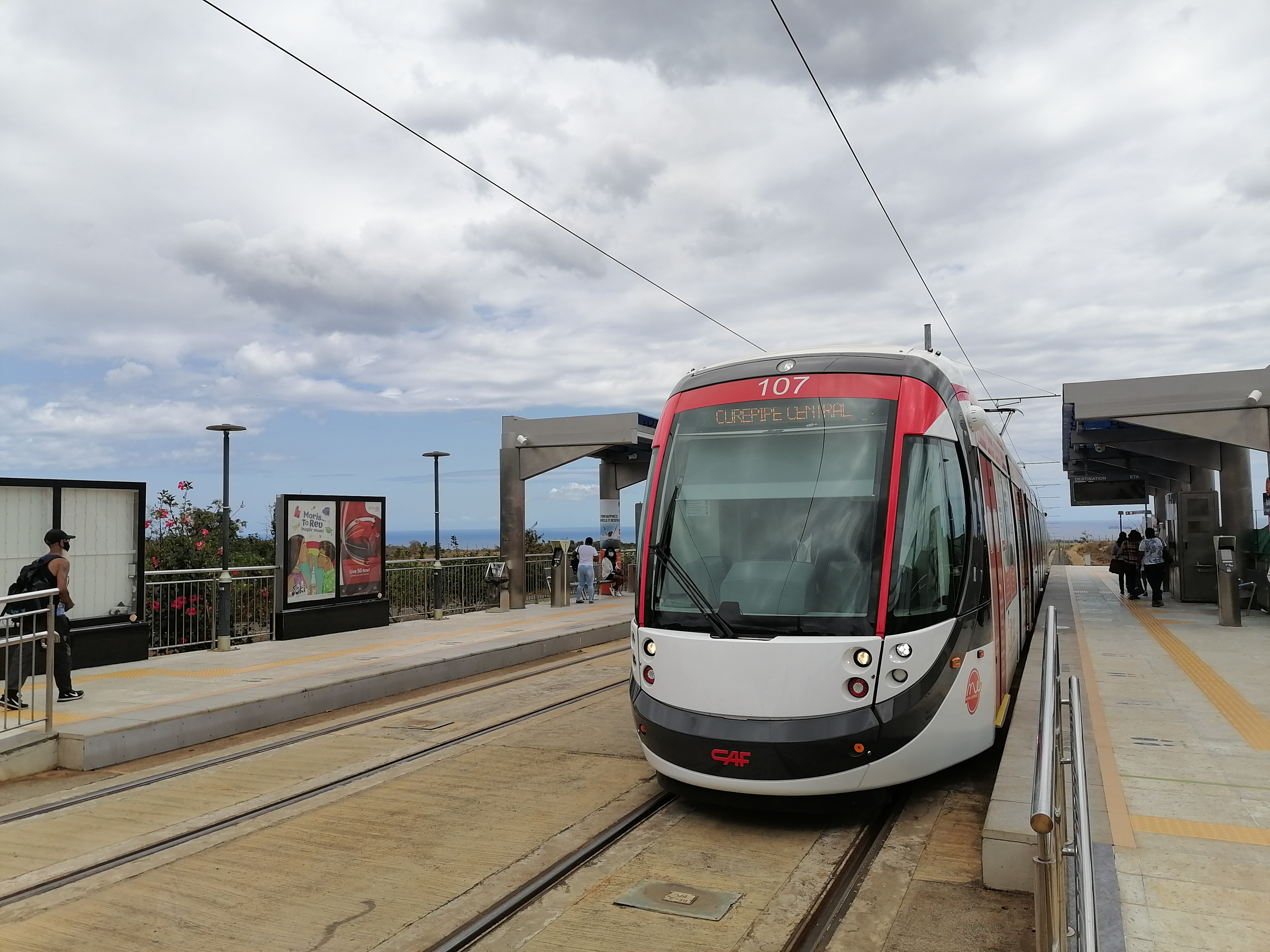
Métro Express de Maurice à la station de Barkly
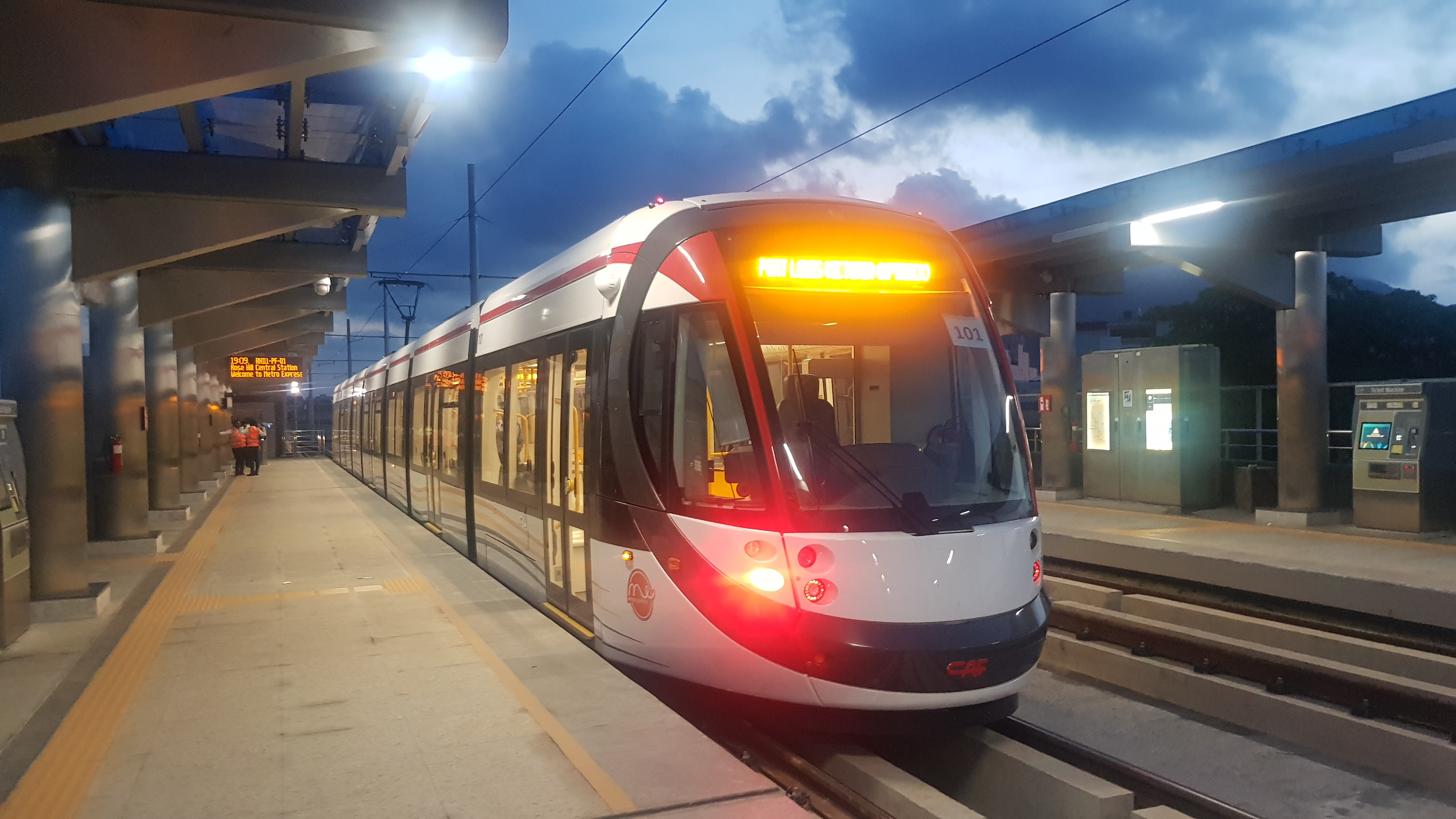
Métro Express de Maurice à la station de Beau Bassin-Rose Hill
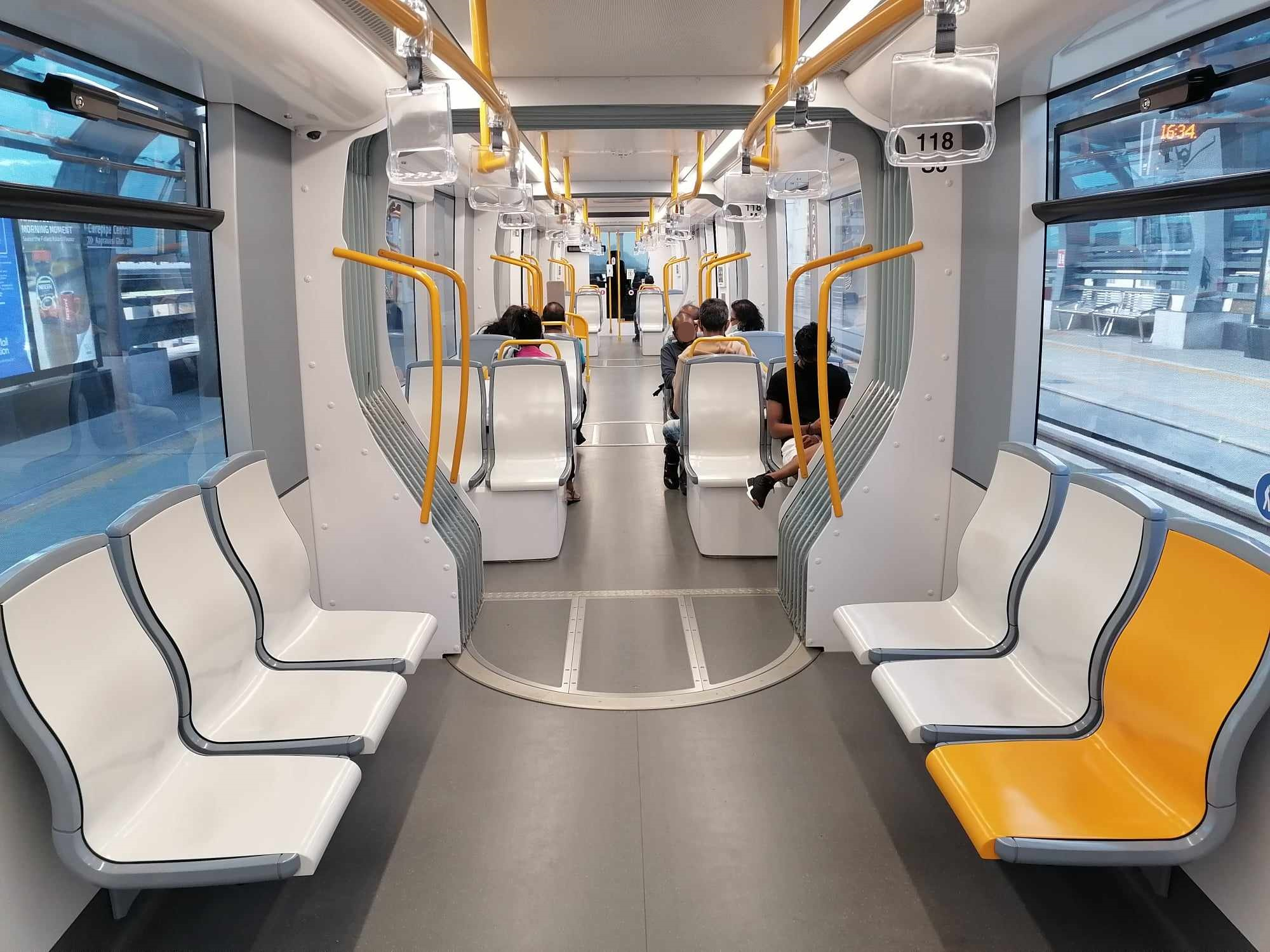
Intérieur du Métro Express de Maurice